# Gnoppix
Gnoppix este o distribuție de Linux bazată pe Debian. Este o variantă de Knoppix care folosește Gnome în loc de KDE ca interfață grafică.